# Lafayette (hrabstwo Monroe)
Lafayette – miasto w Stanach Zjednoczonych, w stanie Wisconsin, w hrabstwie Monroe.